# Люманду (Кохила)
Лю́манду (эст. Lümandu), в начале XX века Ли́ммат (рус. Лимматъ) и Су́тлем-Ли́ммат (рус. Сутлемъ-Лиматъ) — деревня в волости Кохила уезда Рапламаа, Эстония.

## География и описание
Расположена в 9 километрах к западу от волостного центра — посёлка Кохила, и в 22 километрах к северо-западу от уездного центра — города Рапла. Высота над уровнем моря — 58 метров.
Официальный язык — эстонский. Почтовый индекс — 79708.

## Население
По данным переписи населения 2011 года, в деревне проживали 24 человека, все — эстонцы.
По данным переписи населения 2021 года, в деревне проживали 20 человек, из них 19 (95,0 %) — эстонцы.
Численность населения деревни Люманду по данным переписей населения:
| Год  | 1959 | 1970 | 2000 | 2011 | 2021 |
| ---- | ---- | ---- | ---- | ---- | ---- |
| Чел. | 66   | ↘ 36 | ↘ 20 | ↗ 24 | ↘ 20 |

## История
Деревня впервые упоминается в 1241 году (Læmæth). В источниках 1394 года упоминается Lummede, 1586 года — Lummende, 1666 года — Limmat, 1725 года — Lümmat.
В 1977—1997 годах Люманду была частью деревни Сутлема.